# Pierre Drachline
Pierre Drachline, né le 18 janvier 1948 à Paris 14e et mort le 3 décembre 2015 à Paris 15e, est un écrivain, poète, essayiste et éditeur français de sensibilité anarchiste,.

## Biographie
En 1972 à Paris, il ouvre une librairie et publie ses premiers ouvrages, Suicide au jour le jour précédé par Les déracinés de l’absurde (1974), Autopsie à vif (1976), De l’apprentissage du dégoût (1979).
La même année, il fonde les Éditions Plasma qui publient des auteurs comme Tristan Cabral, Gaston Criel, André Hardellet, André Laude, René Crevel, André Frédérique,  Bruno Marascotti, Jean-Roger Caussimon, Maurice Blanchard, François Bott, Léo Ferré pour son Testament phonographe en 1980 ou les Poésies complètes de Friedrich Nietzsche.
Les Éditions Plasma en faillite, il crée en 1985, les Éditions Manya. Il y publie notamment Louis Calaferte, Michel Mourlet, Daniel Zimmermann, une réédition du Code des gens honnêtes de Balzac. Elles disparaissent en 1994.
En 1993, il entre comme directeur éditorial aux Éditions du cherche-midi. Il y publiera, notamment, Boris Schreiber, Jean-Claude Pirotte, Raoul Vaneigem, François Bott, Didier Daeninckx, Valère Staraselski, Jacques Serguine et Martin Monestier.
En 2011, François Bott le décrit en ces termes : « Il était (et reste) le plus désespéré des amoureux de Paris, de la vie et de la littérature. Misanthrope et libertaire, il avait (il a) des airs de prince russe de Kronstadt, en exil définitif, avec l'amitié pour seule religion. La générosité, l'humanité de Pierre, sa sollicitude envers les réprouvés, les exclus de toutes sortes, sont aussi grandes que son pessimisme. »,

## Œuvres
- Les Cris de la nuit, Paris, Éditions Saint-Germain-des-Prés, coll. « Miroir oblique », 1972, 39 p. (BNF 35204175)
- Suicide au jour le jour, précédé par Les Déracinés de l’absurde, Paris, Éditions Plasma, 1974, 67 p. (BNF 35205450)
- Autopsie à vif, Paris, Éditions Plasma, 1976, 69 p.  (ISBN 2-901376-14-2)
- De l’apprentissage du dégoût, Paris, Éditions Plasma, 1979, 57 p.  (ISBN 2-901376-30-4)
- À table avec César, avec Claude Petit-Castelli, Paris, Éditions Sand, 1984, 243 p.  (ISBN 2-7107-0281-9)
- Le Crime de Pantin. L’Affaire Troppmann , Paris, Éditions Denoël, coll. « Divers faits », 1984, 196 p.  (ISBN 2-207-23046-5)
- Le Cœur à l'horizontale, Paris/Cesson, Éditions L’Instant/Table rase, 1988, 223 p.  (ISBN 2-86929-104-3)
- Casque d'or et les Apaches, avec Claude Petit-Castelli, Paris, Éditions Renaudot et Cie, coll. « Biographies », 1990, 213 p.  (ISBN 2-87742-052-3)
- Le Fait divers au XIXe siècle, Paris, Éditions Hermé, 1991, 174 p.  (ISBN 2-86665-136-7)
- Fin de conversation, Paris, Le cherche midi, coll. « Points fixes. Récit », 1996, 153 p.  (ISBN 2-86274-459-X)
- Une enfance à perpétuité, Paris, Le cherche midi, coll. « Romans », 2000, 154 p.  (ISBN 2-86274-774-2)[7]
- Le Grand Livre de la méchanceté, Paris, Le cherche midi, coll. « Le Sens de l’humour », 2001, 307 p.  (ISBN 2-86274-895-1)
- L’Enchantée, Paris, Le cherche midi, coll. « Romans », 2003, 163 p.  (ISBN 2-74910-130-1)[8]
- Une si douce impatience, Paris, Éditions Flammarion, 2005, 199 p.  (ISBN 2-08-068807-3)
- L’Île aux sarcasmes, Paris, Éditions Flammarion, 2007, 232 p.  (ISBN 978-2-0806-9074-6)
- Borinka, Paris, Le cherche midi, coll. « Roman », 2010, 234 p.  (ISBN 978-2-7491-1701-0)[9]
- Dictionnaire humoristique de A à Z des surréalistes et des dadaïstes, Paris, Le cherche midi, coll. « Le Sens de l’humour », 2012, 298 p.  (ISBN 978-2-7491-2448-3)
- Pour en finir avec l'espèce humaine. Et les Français en particulier, Paris, Le cherche midi, coll. « Humeur », 2013, 177 p.  (ISBN 978-2-7491-1048-6)[10],[11]
- Éloge de l’imposture, préface de Raoul Vaneigem, Paris, Le cherche midi, 2016[12]